# Thanksgiving Eve Dynamite
O Thanksgiving Eve Dynamite 2024 foi um wrestling profissional especial de televisão produzido por All Elite Wrestling (AEW). Foi a quinta Dinamite da Véspera de Ação de Graças e aconteceu em 27 de novembro de 2024, na Wintrust Arena em Chicago, Illinois e foi ao vivo como uma especial Ação de Graças episódio de Wed Wednesday Night Dynamite no TBS nos Estados Unidos. O show contou com o retorno do Continental Classic.

## Produção

### Rivalidades
| Função               | Nome                                |
| -------------------- | ----------------------------------- |
| Comentaristas        | Excalibur                           |
| Comentaristas        | Tony Schiavone                      |
| Comentaristas        | Nigel McGuinness                    |
| Comentaristas        | Big Bill (ROH World title match)    |
| Comentaristas        | Bryan Keith (ROH World title match) |
| Anunciador de ringue | Justin Roberts                      |
| Árbitros             | Aubrey Edwards                      |
| Árbitros             | Bryce Remsburg                      |
| Árbitros             | Paul Turner                         |
| Árbitros             | Rick Knox                           |
| Árbitros             | Stephon Smith                       |
| Entrevistadora       | Renee Paquette                      |

Thanksgiving Eve Dynamite apresentou lutas de luta livre profissional que envolveram diferentes lutadores de rivalidades preexistentes e enredos. As histórias foram produzidas nos programas semanais de televisão da AEW, Dynamite, Rampage e Collision.

## Resultados
| Nº                                          | Resultados                                                             | Estipulações                                    | Tempo |
| ------------------------------------------- | ---------------------------------------------------------------------- | ----------------------------------------------- | ----- |
| 1                                           | Shelton Benjamin derrotou Mark Briscoe                                 | Luta AEW Continental Classic Liga Azul          | 11:45 |
| 2                                           | Chris Jericho (c) (com Bryan Keith e Big Bill) derrotou Tomohiro Ishii | Luta individual pelo Campeonato Mundial da ROH  | 13:15 |
| 3                                           | Claudio Castagnoli derrotou Ricochet                                   | Luta AEW Continental Classic Liga Ouro          | 13:00 |
| 4                                           | Jamie Hayter derrotou Queen Aminata                                    | Eliminatória para a Copa Internacional Feminina | 9:15  |
| 5                                           | Brody King derrotou Darby Allin                                        | Luta AEW Continental Classic Liga de Ouro       | 9:35  |
| (c) – Refere-se aos campeões antes da luta. |                                                                        |                                                 |       |